# Broadsword Calling Danny Boy
Broadsword Calling Danny Boy – trzydziesty pierwszy singel niemieckiego DJ-a i producenta – Tomcrafta, wydany w duecie z Jimmym Popem (z Bloodhound Gang) 13 lipca 2006 w Niemczech przez wytwórnię Kosmo Records (wydanie MP3, Maxi-Single i 12"). Utwór pochodzi z czwartego albumu Tomcrafta – For the Queen (pierwszy singel z tej płyty). Na singel składa się tylko utwór tytułowy w trzech wersjach (Maxi-Single) i w dwóch wersjach (12").

## Lista utworów

### Maxi-Single
1. Broadsword Calling Danny Boy (Radio Mix) (3:14)
2. Broadsword Calling Danny Boy (Original Mix) (5:45)
3. Broadsword Calling Danny Boy (Gregor Tresher Remix) (7:17)

### 12"
1. Broadsword Calling Danny Boy (Original) (5:43)
2. Broadsword Calling Danny Boy (Gregor Tresher Remix) (7:17)